# Eddy Arboretum
El Eddy Arboretum es un arboreto y jardín botánico dependiente del USDA - Forest Service, Pacific Southwest Research Station (Servicio Forestal del Departamento de Agricultura de los EE. UU., Estación de Investigación del Pacífico Suroccidental), que es una institución de investigación del Departamento de Agricultura de los Estados Unidos (United States Department of Agriculture) (USDA), con centros en Davis, y Placerville, California, Estados Unidos. 
El "Eddy Arboretum" presenta programas de conservación para la International Agenda for Botanic Gardens in Conservation, 
El código de identificación del Eddy Arboretum como miembro del "Botanic Gardens Conservation Internacional" (BGCI), así como las siglas de su herbario es IFGP.

## Localización
El arboreto se ubica en la proximidad de Placerville. En la zona bioclimática USDA 9b y AHS zona 7.
USDA - Forest Service, Institute of Forest Genetics, USDA, 2480 Carson Road Placerville, El Dorado county, California 95667 United States of America-Estados Unidos de América.
Planos y vistas satelitales.38°43′47″N 120°47′55″O / 38.72972, -120.79861
La entrada es gratuita y está abierto al público durante las horas de comercio, excluyendo los fines de semana y las vacaciones.

## Historia
El « Institute of Forest Genetics » es una unidad de investigación del « USDA Forest Service » con instalaciones en Placerville, y Davis, California. 
El instituto de genética forestal (IFG), tiene una distinguida historia de investigación en la genética forestal, que abarca más de 75 años. 
Las primeras plantaciones del arboreto datan de 1926. Porque la diversidad genética es la materia prima fundamental para la cultivo de árboles, el arboreto acogió tantas especies y variedades de pinos como fue posible. 
Los orígenes de semillas individuales fueron registrados, trazando a menudo la localización de cada árbol progenitor.

## Colecciones
La biodiversidad y genética de la conservación que describe la diversidad genética y la composición de las poblaciones del árbol de los bosques es crucial para entender la evolución y la biogeografía de las especies de los árboles, y para las estrategias rectoras que identifican y protegen las poblaciones en peligro. 
Los investigadores en IFG están identificando las poblaciones únicas y en peligro, y están utilizando las herramientas genéticas de la población para entender los efectos del cambio ambiental, de la fragmentación del hábitat, y de las especies invasoras sobre la supervivencia a largo plazo de las poblaciones de los árboles de los bosques. 
El arboreto contiene la que pasa por ser la mejor documentada colección de pinos en el mundo. Alberga setenta y ocho especies de pinos, veinticuatro de abetos, y numerosas otras coníferas. 
Algunas secciones de la colección reúnen una amplia variedad genética, e.g., las coníferas de California tales como Pinus lambertiana y Pinus coulteri.

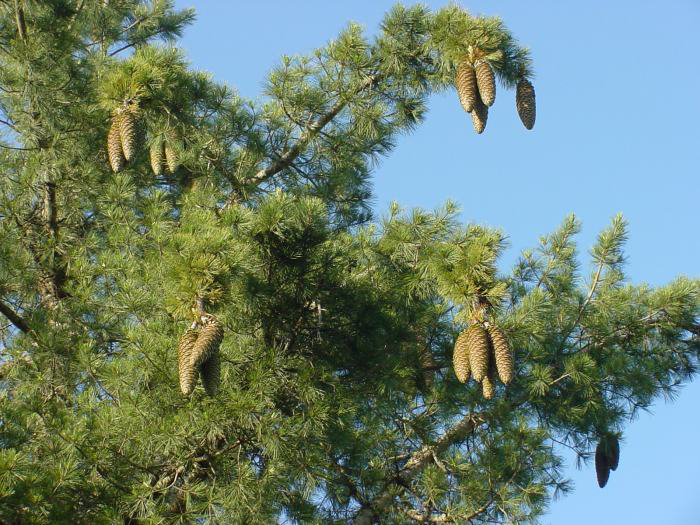
El pino endémico de California, Pinus lambertiana follaje y conos.
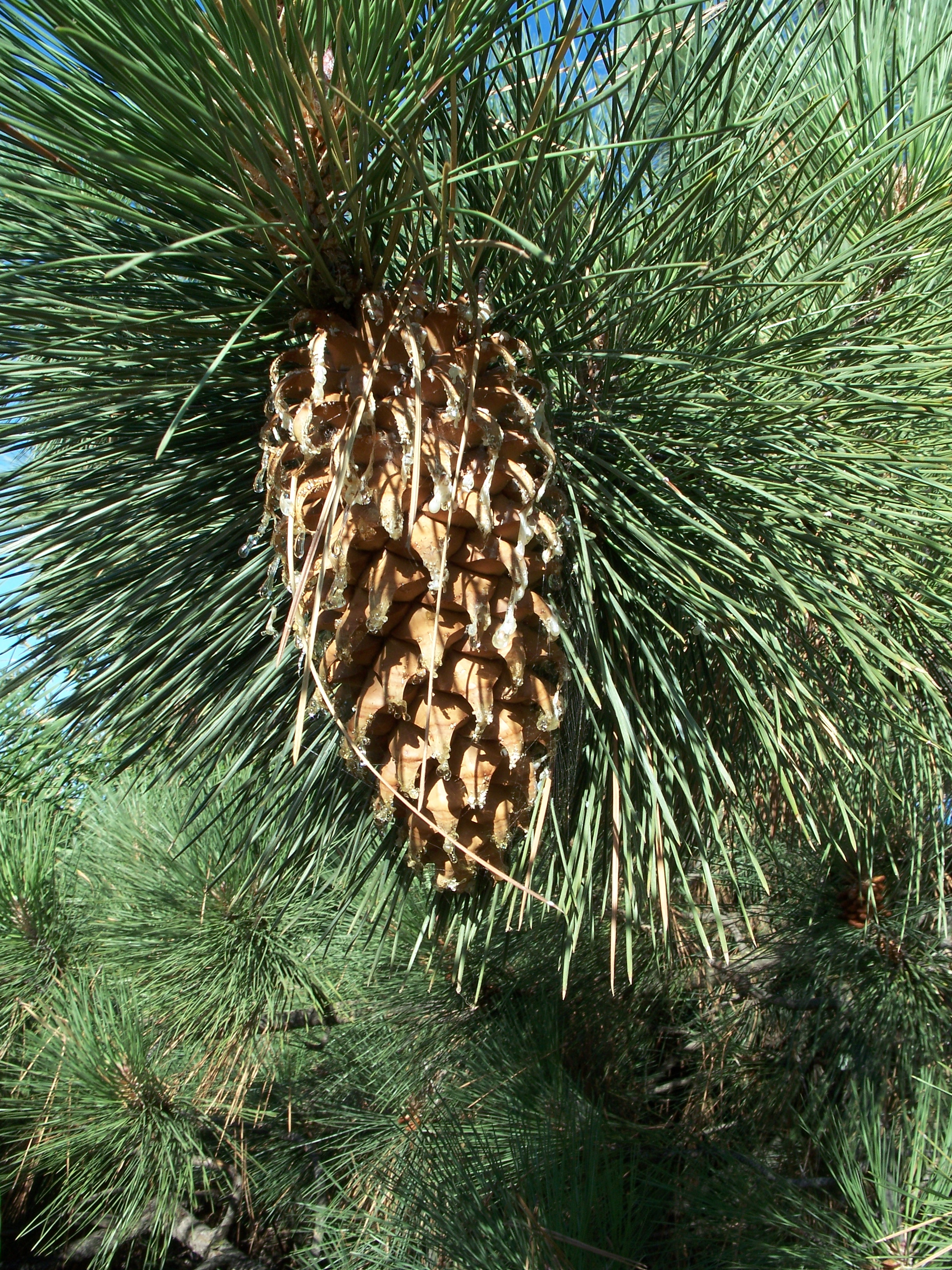
El pino endémico de California, Pinus coulteri follaje y conos.